# Piero Guccione
Piero Guccione (Scicli, 5 maggio 1935 – Modica, 6 ottobre 2018) è stato un pittore, incisore e illustratore italiano.

## Biografia
Piero Guccione nasce il 5 maggio 1935 a Scicli, piccola città della fascia sud-orientale della Sicilia, in provincia di Ragusa. Terzogenito di una famiglia della piccola borghesia, il padre era un sarto, sua madre casalinga. Frequenta per un anno la Scuola d'arte di Comiso, quindi si trasferisce all'Istituto d'arte di Catania, dove si diploma nel 1954. 
Nell'ottobre del 1954, a seguito della morte prematura del padre avvenuta durante l'estate, decide di trasferirsi a Roma dove s'iscrive all'Accademia di Belle Arti che frequenta solo per un mese. Vive in un pensionato a San Francesco a Ripa mantenendosi col sussidio di 500 Lire che riceve da una scuola parastatale di cartellonismo pubblicitario, destinato a chi proveniva da fuori città. Nei primi due anni romani non dipinge quasi mai. Lavora come grafico in uno studio romano, dove ha la possibilità di sperimentare nuove forme espressive quali manifesti pubblicitari, caricature per giornali, disegni di mobili.

### Anni Sessanta - Settanta
Dal 1958 al 1969 partecipa alle missioni paleontologiche nel deserto del Sahara libico, con l'équipe del paletnologo Fabrizio Mori, per il rilevamento di pitture rupestri.
Il 23 aprile 1960 tiene la sua prima mostra personale alla Galleria Elmo di Roma, in via Margutta, presentata dal critico d'arte Duilio Morosini. 
Nel 1961, su richiesta dell'American Federation of Art, organizza una mostra delle pitture rupestri del deserto libico alla Columbia University di New York, successivamente ospitata nelle altre maggiori università americane.
Nel 1962 compare, nel ruolo di sé stesso, nel film I giorni contati di Elio Petri.
Dal 1962 al 1964 ha fatto parte del gruppo Il pro e il contro, con i pittori Attardi, Calabria, Farulli, Guerreschi, Gianquinto e Vespignani e i critici d'arte Antonio Del Guercio, Dario Micacchi e Morosini. Nel novembre del 1962 espone la seconda personale alla Galleria La Nuova Pesa di Roma. 
Nel 1963 Illustra Il rosso e il nero di Stendhal per l'editore Parenti. Nello stesso anno una sua opera viene esposta alla mostra Contemporary Italian Paintings, allestita in alcune città australiane. Nel 1963-64 espone alla mostra Peintures italiennes d'aujourd'hui, organizzata in Medio Oriente e in Nordafrica.
Nell'aprile del 1965 tiene la sua terza personale, presentata da Dario Micacchi e Renato Guttuso, che lo definisce «il più pittore dopo Turcato (e dopo Mafai) che fosse comparso in Roma». Il 1966 segna la sua prima partecipazione alla Biennale Internazionale d'Arte di Venezia, dove sarà invitato altre cinque volte, nel 1972, 1978, 1982, 1988, e 2011. Nel 1966 diventa anche assistente di Renato Guttuso all’Accademia di Belle Arti di Roma e, in seguito, titolare di cattedra fino al 1969. 
Nel 1968 espone per la prima volta alla Galleria il Gabbiano di Roma, dove presenta le opere del ciclo Città riflessa tra i quali i paesaggi riflessi sulla carrozzeria della sua Volkswagen. Tra il 1969 e 1970 dipinge la breve serie Attese di partire composta da nove tele numerate dal 1 al 9, esposte alla Galleria Forni di Bologna nell’aprile del 1970. Nel giugno del 1971, la città di Ferrara gli dedica la prima antologica a Palazzo dei Diamanti con l'esposizione di ottanta opere realizzate tra il 1962 e il 1970, presentata da Enzo Siciliano. Esce qualche mese dopo la prima monografia dedicata all'artista (Il Gabbiano Edizioni d'arte Roma) curata sempre Enzo Siciliano. Partecipa alla X e alla XII edizione della Quadriennale di Roma (1972 e 1992).
Alla fine degli anni Sessanta costruisce una casa estiva in un lembo estremo della Sicilia Orientale, dove i suoi soggiorni si fanno sempre più frequenti e prolungati. Nel 1973 Leonardo Sciascia, presentando una sua mostra a Palermo, conia il termine platitude per definire la sua cifra stilistica come una fuga dalle sensazioni per andare e restare oltre il tempo. Nel 1976 espone per la prima volta a Parigi, con una personale alla Galerie Claude Bernard dove sarà invitato nuovamente nel 1983, 1988 e 1998. Nel 1979 anno tiene la cattedra di pittura all'Accademia di belle arti di Catania e, nello stesso anno, torna a vivere in Sicilia, in una campagna (Contrada Quartarella), tra Scicli e Modica dove trascorrerà tutto il resto della sua vita. Assieme al pittore e amico fraterno, Franco Sarnari, diventa in Sicilia punto di riferimento di un gruppo di artisti il Gruppo di Scicli che comincia a frequentarsi con assiduità per comuni interessi per la pittura e la scultura. 

### Anni Ottanta-Novanta
Nel periodo 1981-1985 Guccione inizia una nuova fase artistica, abbandonando in gran parte la pittura a olio, che riprenderà anni dopo, per dedicarsi prevalentemente ai disegni e ai pastelli. Nel 1981, alla Galleria Il Gabbiano di Roma espone ventuno pastelli dedicati al Carrubo: immagini e riflessioni intorno ad un albero che muore. Nello stesso anno illustra Elogio dell'ombra di Roberto Tassi, con una serie di pastelli sul tema del cielo e dei tramonti. A seguire, nel 1984, sempre alla Galleria Il Gabbiano, presenta il ciclo di pastelli Viaggio attorno a Caspar David Friedrich, firmato da trentatré tavole, omaggio all'artista tedesco ammirato nel 1977 a Parigi alla mostra sulla pittura del Romanticismo. Nel 1983 Enrico Crispolti presenta la prima antologica sulla grafica dal 1961 al 1983 alla Galleria Giulia di Roma, in contemporanea ma indipendente, da un'analoga esposizione alla Galleria d'Arte Moderna del Comune di Paternò (Ct).
Nel 1984, dieci anni dopo il primo incontro palermitano, Leonardo Sciascia presenta due mostre di Guccione: i disegni di Diario Parigino alla Galleria Bambaia (Busto Arsizio, Milano) e una serie di pastelli raffiguranti il paesaggio Ibleo alla Galleria La Tavolozza di Palermo, dove le opere di Guccione vengono esposte assieme alle fotografie di Giuseppe Leone. A Palazzo Dugnani, con il patrocinio del Comune di Milano, ha luogo nel 1986 la mostra personale Dopo il vento d'occidente. Nel 1987 illustra l'edizione un’edizione americana del Il Gattopardo di Tomasi di Lampedusa, presentata dallo scrittore Leonardo Sciascia. La Biennale di Venezia del 1988, nel Padiglione italiano, gli rende omaggio con una sala personale, dove viene esposto il grande quadro L'ultimo mare. Nello stesso anno è finalista con Burri, Schifano e Perez al premio Artista dell’anno a Napoli, promosso da 120 critici italiani. Nel 1989 si svolge la seconda antologica alla Galleria d'Arte Moderna del Comune di Conegliano (Treviso) curata da Marco Goldin.
Nel 1980, espone alla Odyssia Gallery di New York, presentato in catalogo dallo scrittore Alberto Moravia. Nel 1984 l'Hirshhorn Museum di Washington lo invita alla mostra internazionale Drawings 1974-84. Nel 1985 è invitato dal Metropolitan Museum of Art di New York / The Mezzanine Gallery, per un'antologica di grafica. Presenta le sue opere nelle principali Fiere d'Arte Internazionali: alla Kunstmesse di Basilea nel 1984, alla Foire internationale d'art contemporain (FIAC) di Parigi nel 1979 e nel 1990, alla C.LA.E. di Chicago e a The Armory Show di New York nel 1988.  Nel 1985 illustra l'Agenda Olivetti Edizione 1985 Archiviato il 6 dicembre 2020 in Internet Archive.. Nel 1986 lavora a quindici pastelli, romantici ed espressionisti insieme, per il racconto Senso di Camillo Boito, che uscirà nel 1986 per le Edizioni Franca May, con un'introduzione di Alberto Moravia. Contemporaneamente all'illustrazione di Senso, realizza diciassette pastelli, di cui dieci pubblicati nel volume di poesie di Giorgio Soavi, stampato dalla Grafica dei Greci nel 1987. Nel 1989, Michael_Peppiatt presenta una personale di Guccione alla James Goodman Gallery di New York, mentre nello stesso anno viene pubblicata un’importante monografia sull’artista curata da Enzo Siciliano e Susan Sontag per la collana "Grandi Monografie d'arte" della Fabbri editori. Nel 1991 espone alla Galleria il Gabbiano i bozzetti per le scenografie di Norma, di Vincenzo Bellini, andata in scena nel Maggio 1990 al Teatro Massimo di Catania con la regia di Mauro Bolognini.
Nel 1992 una retrospettiva con il titolo Variazioni è patrocinata dalla Provincia Regionale al Palazzo dei Leoni di Messina. Nel 1993 partecipa alla mostra Tutte le strade portano a Roma? a cura di Achille Bonito Oliva, al Palazzo delle Esposizioni di Roma. Nel 1993 il Comune di Viareggio presenta a Palazzo Paolina Omaggio al Maestro, un'antologica sul tema Il mare, in seno alle manifestazioni per il 64º Premio Letterario. Nel 1995 l'Assessorato alla Cultura del Comune di Conegliano (Treviso) propone per la seconda volta una sua retrospettiva (curata da Marco Goldin) I colori del mare 1967/95. L'anno successivo viene presentata una retrospettiva di pastelli a Villa Foscarini Rossi, Stra (Treviso) Pastelli 1974-1996 a cura di Marco Goldin. Nel 1998 un'antologica viene presentata a Palazzo Reale di Milano. Nel 1995 è nominato Accademico di San Luca. Nel 1999 riceve dalla Presidenza del Consiglio dei Ministri il Premio Speciale per la Cultura con Riccardo Muti e Rita Levi Montalcini. Nello stesso anno riceve il Premio Carlo Levi presso Aliano (Matera).

### Anni Duemila
Nel 2000 realizza assieme Franco Sarnari, Piero Roccasalva e Giuseppe Colombo, una tela del diametro di 440 cm, per la volta della sala del teatro Garibaldi di Modica. Nel 2001, viene pubblicato da Il Cigno GG Edizioni di Roma, la riedizione dell’opera originale di Galileo Galilei, Discorsi intorno a due Nuove Scienze con la prefazione di Giovanni Paolo II, illustrato da dieci incisioni di Piero Guccione. Nel 2004 Carlo Azeglio Ciampi gli conferisce la medaglia d'oro alla Presidenza della Repubblica Italiana come benemerito dell'arte e della cultura. Nel luglio 2006 Palazzo Madama a Roma, sede del Senato della Repubblica Italiana accoglie sulla parete della Sala Italia la grande tela Il nero e l'azzurro. Nel 2008 le città di Milano e Roma lo celebrano dedicandogli una mostra antologica, rispettivamente a Palazzo Reale curata da Vittorio Sgarbi e alla Galleria Nazionale d'Arte Moderna (GNAM) curate da Maurizio Calvesi. Nel 2006 presso la Fondazione Bufalino si è svolta la mostra Bufalino e Guccione, una mostra in ricordo del decennale della scomparsa dello scrittore. Nel gennaio 2010 Basilica di Santa Maria degli Angeli e dei Martiri a Roma accoglie Le pale della Maddalena realizzate dall'artista per il Battistero. 
Nel 2011 il regista Nunzio Massimo Nifosì gira il documentario Piero Guccione, verso l'infinito presentato al Festival internazionale del film di Roma, al Festival del film italiano di Madrid e alla Biennale di Venezia. Nel luglio riceve il Premio Pio Alferano 2017 presso il Castello dell'Abate (Castellabate, Salerno). Il 5 Maggio 2018 è costituito a Roma l'Archivio Piero Guccione presieduto dalla figlia, Paola Guccione.
Piero Guccione si spegne il 6 ottobre 2018, a ottantatré anni, nella sua casa-studio di Quartarella nella campagna modicana. Dal 9 ottobre 2021 le ceneri del pittore sono conservate in una tomba nella parte monumentale del cimitero di Scicli (RG).

## L’amicizia con Bufalino
Vista anche la vicinanza con Comiso, il pittore strinse un’a sincera amicizia con lo scrittore Gesualdo Bufalino. Questi ha scritto più volte in merito alla sua pittura, tenendo anche una certa corrispondenza. Questa amicizia è stata oggetto della mostra Bufalino per Guccione presso la Fondazione Bufalino dal 27 giugno al 31 luglio 2025, in cui era esposto l’epistolario e alcune opere del pittore.

## Premi e riconoscimenti
Guccione ha ricevuto numerosi riconoscimenti e premi: 
- nel 1988 è stato finalista al premio Artista dell'Anno, promosso da 120 critici italiani, a Napoli (con Burri, Schifano e Perez)
- nel 1995 è stato nominato Accademico di San Luca[29].
- nel 1999 riceve il Premio Speciale per la Cultura della Presidenza del Consiglio dei Ministri .
- nel 2004 riceve la Medaglia d’oro della Presidenza della Repubblica Italiana come benemerito dell’arte e della cultura.[30][31][32]

## Selezioni Mostre Personali
- 1960 Roma, Galleria Elmo
- 1962 Roma, Galleria La Nuova Pesa
- 1965 Roma, Galleria La Nuova Pesa
- 1966 Milano, Galleria Toninelli
- 1968 Roma, Galleria Il Gabbiano
- 1970 Bologna, Galleria Forni, Attese di partire
- 1970 Roma, Galleria Il Gabbiano, 40 Disegni per “Paese Sera”
- 1971 Ferrara, Palazzo dei Diamanti, Mostra antologica
- 1972 Milano, Galleria Bergamini
- 1973 Bologna, Grafica Dürer; Comune di Alessandria
- 1973 Milano, Galleria L’Incontro
- 1973 Palermo, Centro d’Arte 74
- 1973 Roma, Grafica dei Greci
- 1974 Roma, Galleria Il Gabbiano, Le linee del mare (pastelli)
- 1976 Parigi, Galerie Claude Bernard
- 1976 Roma, Galleria Il Gabbiano, Pastelli
- 1978 Acqui Terme, Bottega d’Arte
- 1979 Busto Arsizio, Galleria Bambaia
- 1979 Parigi, FIAC (con la Galleria Il Gabbiano)
- 1979 Roma, Galleria Il Gabbiano, Sei studi su una fotografia di Bacon (pastelli)
- 1980 New York, Odyssia Gallery
- 1981 Busto Arsizio, Galleria Bambaia, Elogio dell’ombra (pastelli)
- 1981 Roma, Galleria Il Gabbiano, Immagini e riflessioni intorno ad un albero che muore (pastelli)
- 1983 Comune di Paternò, Antologia di grafica
- 1983 Parigi, Galerie Claude Bernard
- 1983 Roma, Galleria Giulia, L’opera grafica 1961-1983
- 1984 Busto Arsizio, Galleria Bambaia, Diario Parigino (pastelli)
- 1984 Chicago, CIAE (con la Galleria Il Gabbiano)
- 1984 Roma, Galleria Il Gabbiano; Milano, Galleria Bergamini; Bologna, Galleria Forni, Omaggio a Friedrich (pastelli)
- 1985 Basilea, Kunstmesse, ART 16, (con la Galleria Il Gabbiano), Geometria e malinconia delle pietre
- 1985 Milano, Palazzo Dugnani, Dopo il vento d’occidente (pastelli)
- 1985 New York, The Mezzanine Gallery; The Metropolitan Museum, Antologia di grafica
- 1986 Roma, Galleria Il Gabbiano, Dopo il vento d’occidente (pastelli)
- 1987 Roma, Galleria Il Gabbiano (Tridente due), Illustrazioni per Senso di Camillo Boito (pastelli)
- 1988 Busto Arsizio, Galleria Bambaia, Fogli sparsi (pastelli)
- 1988 Chicago, CIAE, (con la Galleria Il Gabbiano)
- 1988 New York, Art at The Armony (con la Galleria Il Gabbiano)
- 1988 Parigi, Galerie Claude Bernard, Pastels
- 1988 Parma, Galleria La Sanseverina, Guccione 1983-1987
- 1988 Roma, Galleria Dei Greci, Piero Guccione per Giorgio Soavi
- 1988 Venezia, XLIII Biennale d’arte, Padiglione italiano Vicenza, Albanese Arte, Mostra di grafica
- 1989 Bari, Galleria La Panchetta
- 1989 Milano, Galleria Bergamini, Nero e Azzurro
- 1989 New York, James Goodman Gallery
- 1989 Conegliano (Treviso), Galleria Comunale d’Arte Moderna, Piero Guccione: opere 1957/1989
- 1990 Catania, Foyer del Teatro Bellini, Bozzetti e scene per Norma del centenario
- 1990 Lisbona, Istituto Italiano di Cultura in Portogallo, Palazzo FOZ, Antologica di grafica
- 1990 Parma, Galleria La Sanseverina, Il mio piccolo Louvre: 18 disegni da Masaccio a Michelangelo
- 1990 Sciacca (Agrigento), Ex Convento di San Francesco, Mostra antologica
- 1991 Milano, Galleria Appiani Arte 32, Bozzetti e scene per Norma del centenario
- 1991 Palermo, Galleria La Tavolozza, Mostra antologica
- 1991 Galleria Il Gabbiano, Bozzetti e scene per Norma del centenario
- 1992 Messina, Palazzo dei Leoni, Variazioni, Mostra antologica
- 1992 Roma, Galleria dei Greci, De Pisis. Ultime poesie
- 1993 Viareggio, Palazzo Paolina, LXIV Premio Viareggio, Omaggio al Maestro
- 1994 Catania, Accademia di Belle Arti, Antologia di grafica
- 1995 Conegliano (Treviso), Galleria Comunale d’Arte Moderna, I colori del mare
- 1996 Bologna, XX Arte Fiera, (con la Galleria Il Gabbiano)
- 1997 Bologna, Galleria Forni, 22 disegni per Serafino Amabile Guastella
- 1997 Stra (Venezia), Villa Foscarini Rossi, Guccione – pastelli 1974-1996
- 1998 Bologna, Galleria Forni, Per Tristano e Isotta di Wagner
- 1998 Milano, Palazzo Reale, Guccione – opere recenti
- 1998 Parigi, Galerie Claude Bernard
- 1998 Palermo, Villa Lampedusa, Piero Guccione. Opera Grafica 1961-1998
- 1999 Catania, Castello Ursino, Museo Civico, Piero Guccione a Castello Ursino – Opere dal 1957 al 1999
- 1999 Conegliano (Treviso), Palazzo Sarcinelli, Guccione. D’après
- 1999 Firenze, Stamperia della Bezuga, Un pittore e un orientalista, Piero Guccione e Franco Battiato
- 2000 Udine, Stamperia Albicocco, Grafica
- 2001 Palermo, Palazzo Ziino, Piero Guccione. Opere 1962-2000
- 2002 Siracusa, Chiesa La Badia, Da un’edizione de Il Cigno G. G. sui Discorsi intorno a due Nuove Scienze di Galileo Galilei
- 2003 Conegliano (Treviso), Palazzo Sarcinelli, Opere recenti
- 2004 Bruxelles, Parlamento Europeo; Palermo, Loggiato San Bartolomeo; Bologna, Palazzo d’Accursio; Berlino, Ambasciata d’Italia, Pittura tra Poesia e Teatro
- 2005 Monza, Autodromo Nazionale; San Pietroburgo, Museo dell’Accademia delle Belle Arti; Barcellona, Museo della Cattedrale; Roma, Palazzo Venezia; Ragusa Ibla, Palazzo Donnafugata, Piero Guccione pittore
- 2006 Piero Guccione. Fiori et amori, Galleria Bambaia, Busto Arsizio (Va)
- 2006 Piero Guccione. Intorno all'orizzonte, Galleria 61, Palermo
- 2008 Milano, Palazzo Reale, Piero Guccione. Opere 1963-2008
- 2008 Roma, Galleria Nazionale d’Arte Moderna, Piero Guccione
- 2010 Roma, Basilica di Santa Maria degli Angeli e dei Martiri, Le pale del Battistero
- 2010 Genova, Palazzo Ducale, Guccione. Il Mediterraneo. Opere 1973-2010
- 2011 Palermo, Palazzo Sant’Elia, Piero Guccione. Le Opere Monumentali
- 2015 Modica, Ex Convento del Carmine, Piero Guccione. Lo stupore ed il mistero del creato
- 2017 Castellabate (Salerno), Castello dell’Abate, Premio Pio Alferano; Piero Guccione. L’armonia dell’invisibile
- 2019 Mendrisio, Museo d’arte, Piero Guccione. La pittura come il mare
- 2022 Ferrara, Padiglione d'Arte Contemporanea, Piero Guccione. Mistero in piena luce.

## Illustrazioni di opere letterarie
Guccione ha illustrato alcune opere letterarie, tra cui:
- Stendhal, Il rosso e il nero, Parenti Editore, Firenze, 1963
- M. T. Cicerone, Le Catilinarie, Curcio Editore, Roma, 1968
- M. T. Cicerone, La legge Manilia, Curcio Editore, Roma, 1968
- Camillo Boito, Senso, Franca May Edizioni, Roma, 1986
- Giorgio Soavi, Tutte le volte che lei se ne va, Edizioni Grafica dei Greci, Roma, 1987
- Giuseppe Tomasi di Lampedusa, The Leopard, The Limited Edition Clup, 1988
- De Pisis, Ultime poesie (1948-1950), Edizioni Grafica dei Greci, Roma, 1989
- Gesualdo Bufalino, Rondò della felicità, Edizioni La Corda Pazza di Lillo Gullo e Flora Graiff, Trento, 1991
- Giovanni Verga, Cavalleria rusticana, Il Cigno GG Edizioni, 2000
- Galileo Galilei, Discorso intorno a due nuove scienze, Edizioni Erreti, Bagnara di Romagna (RA), 1995

## Collaborazioni
- Per anni hanno collaborato con lui artisti come Sonia Alvarez, Franco Sarnari, Carmelo Candiano, Franco Polizzi, Mimmo Fiorilla, Paolino, La Cognata ed altri: insieme, costituivano il cosiddetto il Gruppo di Scicli.
- Ha interpretato un cameo nei panni di un "pittore informale" nel film I giorni contati di Elio Petri (1962)